# Equus sivalensis
Espèce
Equus sivalensis est une espèce fossile d'équidés découverte dans les collines des Siwaliks. Elle vivait à la fin du Pliocène (Formation Tatrot) et s’est éteinte lors de l’extinction du Quaternaire.

## Classification
L'espèce Equus sivalensis est décrite en 1849 par les paléontologues écossais Hugh Falconer (1808-1865) et britannique Proby Thomas Cautley (1802-1871),.

### Fossiles
Selon Paleobiology Database en 2023, le nombre de collections référencées de fossiles de cette espèce Equus sivalensis est de huit : 
- Quaternaire ; deux collections du Pakistan ;
- Pliocène au Pléistocène : une collection en Inde et une au Népal ;
- Pliocène : quatre en Inde[1]découverts à Masol[3] et à Haripur[4].